# Oostergeest
Oostergeest is een buitenplaats in het Nederlandse dorp Warmond, provincie Zuid-Holland. Oostergeest is een rijksmonument.

## Geschiedenis
Op 20 augustus 1651 kocht de Warmondse schout en baljuw Cornelis van Rosenburgh een stuk land met een boerderij. Hier bouwde hij rond 1660 het huidige landhuis. Toen dit huis in 1667 werd verkocht, was er volgens de papieren al sprake van een aanzienlijke woning met een tuin en boomgaard.
Van Rosenburgh werd als eigenaar opgevolgd door Jacobus Bouman. Waarschijnlijk waren ze familie van elkaar. De volgende eigenaar, Pieter Drijfaen, liet het huis na aan zijn dochter Anna. Zij was met Dirck van Sonnevelt getrouwd en toen Anna in 1685 overleed werd Dirck de eigenaar van het huis. Na twee jaar verkocht hij het echter weer.

### Oudenhoorn en Amman
Abraham Oudenhoorn kreeg het huis in 1702 in bezit. Op dat moment werd de buitenplaats nog aangeduid met de naam ‘De Hoop’. Oudenhoorn was waarschijnlijk degene die de koepelkamer – ook wel ‘speelhuys’ genoemd – liet aanbouwen.
Oudenhoorn deed De Hoop in 1715 weer van de hand door het te verkopen aan Johan Conrad Amman en zijn echtgenote Maria Birrius. Johan overleed in 1724, waarna Maria in het huis bleef wonen.

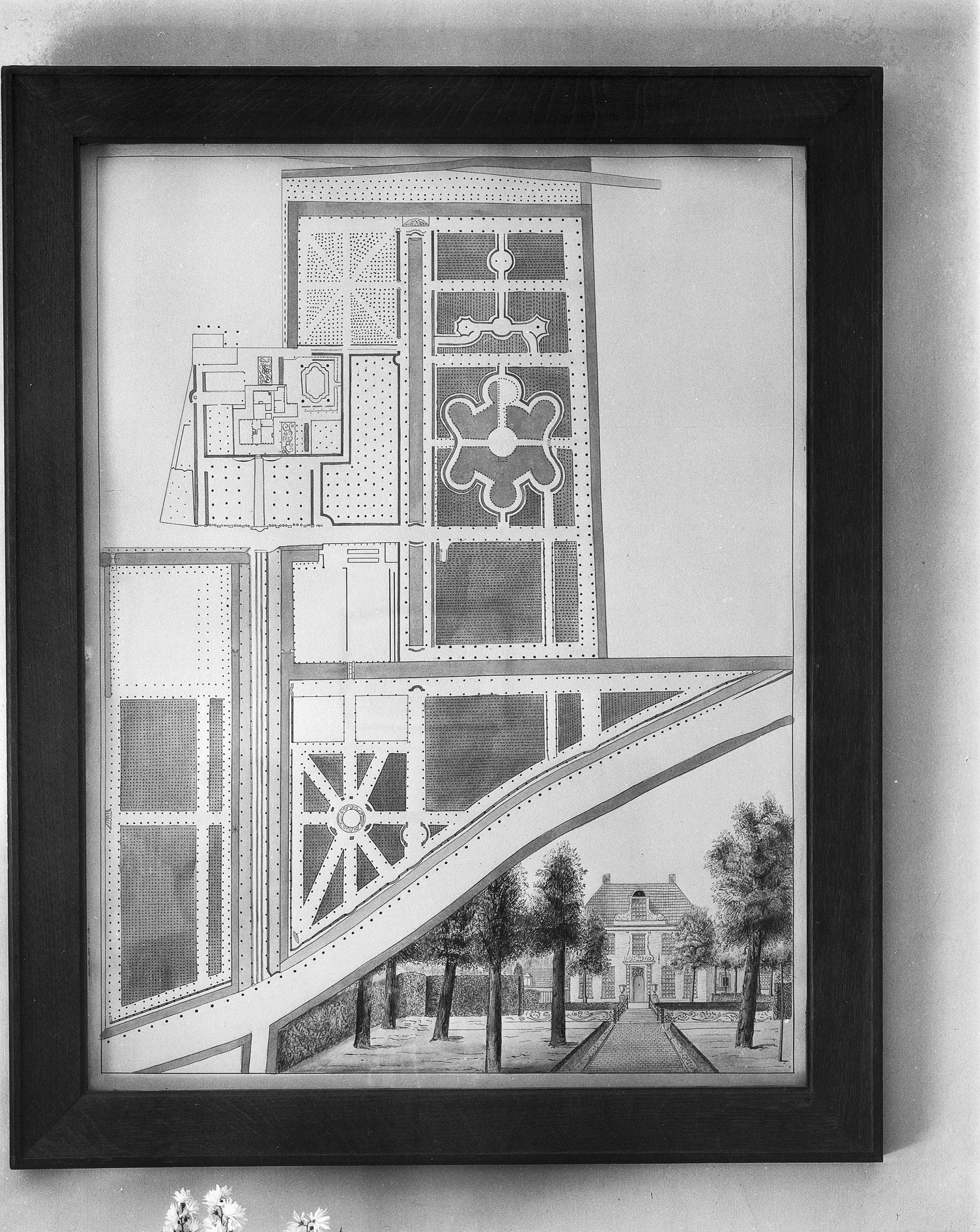
De buitenplaats rond 1730

### Nieuwe naam en nieuwe tuin
In 1726 besloot Maria Birrius de buitenplaats te verkopen. De nieuwe eigenaar werd Cornelis Schrijver, die het huis speciaal aankocht voor zijn zoon, de Warmondse dominee Paridanus Schrijver. De dominee hernoemde de buitenplaats tot Oostergeest.
In 1729 werd extra grond aangekocht, zodat een grondareaal van vijf hectare ontstond. Paridanus liet de tuin aanpassen in een geometrische, Franse tuinstijl. Ook verbreedde hij de toegangsweg en bracht loodrecht hierop een nieuwe zichtas aan.
Paridanus overleed in 1733.

### Verfraaiing
Pieter van Hoogmade kocht Oostergeest van de erfgenamen van Schrijver. Hij liet het in 1742 aan zijn echtgenote na, die het in 1746 aan Abraham Edens, koopman uit Rotterdam, verkocht. Edens liet het huis verder verfraaien: zo liet hij een van de kamers voorzien van een interieur in barok- en rococostijl. Ook breidde hij het grondbezit van de buitenplaats verder uit.
In 1765 overleed Edens en hij liet Oostergeest na aan de zusjes Anna en Johanna de Smidts.  

### Familie Wolters-van Geemen
Door verkoop en erfenis kwam Oostergeest uiteindelijk terecht bij Maria de Smidts, de zus van Anna en Johanna. Maria was getrouwd met Bernardus van Geemen. Hun dochter Anna Johanna trouwde met Adolf Wolters en dit echtpaar zou Oostergeest van 1803 tot 1839 in eigendom houden. 
Het echtpaar Wolters-van Geemen liet het huis aanpassen naar de empirestijl. Ook zetten zij een eerste aanzet tot het omvormen van de formele tuin in een losse Engelse landschapsstijl. Hun opvolgers, het echtpaar Van Limburg Stirum-Van der Wijck, voltooiden het tuinontwerp. 

### Vanaf 1850
In 1850 kocht de familie Leemans de buitenplaats aan. Deze familie is sindsdien eigenaar gebleven van Oostergeest. Er heeft in deze periode alleen onderhoud en modernisering plaatsgevonden. Er zijn geen grote wijzigingen aan Oostergeest aangebracht.
Tijdens de Tweede Wereldoorlog werd het huis door de Duitse bezetter geconfisqueerd. Zij bouwden op het landgoed een aantal bunkers.

## Beschrijving
Het landhuis bestaat uit een herenhuis met aan de achterzijde aan lage aanbouw en de koepelkamer. Op het terrein staat tevens een koetshuis. 

### Herenhuis
Het vierkante, onderkelderde herenhuis is rond 1660 in baksteen gebouwd en bestaat uit twee bouwlagen onder een schilddak met Oud-Hollandse pannen. De voorgevel bevindt zich aan de oostzijde en is gericht op de Herenweg. Het huis is in classicistische stijl gebouwd. Op de begane grond zijn de representatieve kamers, op de verdieping bevinden zich drie slaapkamers die samen een enfilade vormen. De bovenverdieping is begin 19e eeuw met een halve meter verhoogd, waarna het huidige dak is aangebracht. Alle ramen zijn toen ook vervangen door schuiframen in empirestijl.
Het interieur bevat nog 17e- en 18-eeuwse elementen, waaronder stucwerk in Lodewijk XV-stijl, mogelijk van de hand van Moretti en Soldati. Een van de kamers is ingericht in empirestijl.
De ingang was oorspronkelijk voorzien van een barokke decoratie, maar is later versoberd.

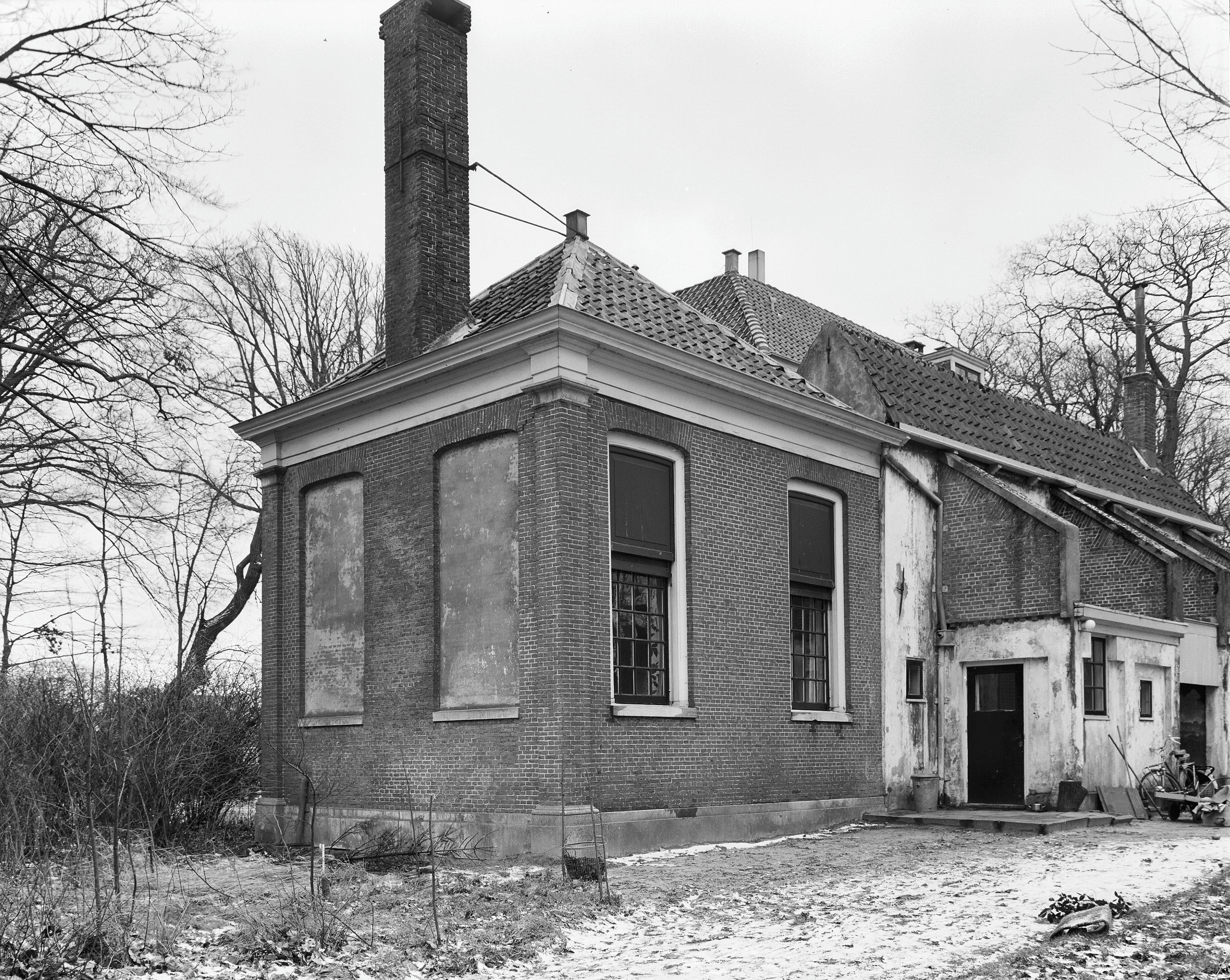
Achterbouw met steunberen en de koepelkamer

### Achterbouw
Tegen de achterzijde van het herenhuis staat een bakstenen bouwdeel onder een zadeldak. In dit deel bevindt zich een 17e-eeuwse keuken. Waarschijnlijk is dit bouwdeel een restant van de oorspronkelijke boerderij en daarmee het oudste gedeelte van het landhuis.
Tot begin 19e eeuw was het bouwdeel twee keer zo groot. Tussen 1812 en 1850 is de westelijke helft afgebroken, waarna een oude binnenmuur is hergebruikt als nieuwe buitenmuur. Deze muur moest nog wel worden versterkt met steunberen. Het halveren van het gebouw betekende ook dat de koepelkamer voortaan een onderdeel was van de keuken.

### Koepelkamer
De koepelkamer (ook wel speelhuis of jachtkamer genoemd) is begin 18e eeuw tegen de 17e-eeuwse aanbouw geplaatst. De kamer kende aanvankelijk een representatieve functie, zoals te zien is aan de hoekpilasters en het tentdak. Om te voorkomen dat men via de keuken naar de koepelkamer moest lopen werd er een aparte gang aangelegd.
In de eerste helft van de 19e eeuw werd de koepelkamer omgevormd tot een gebruiksruimte. Vanwege het afbreken van een deel van de 17e-eeuwse aanbouw moesten immers enkele keukenfuncties elders worden ondergebracht.

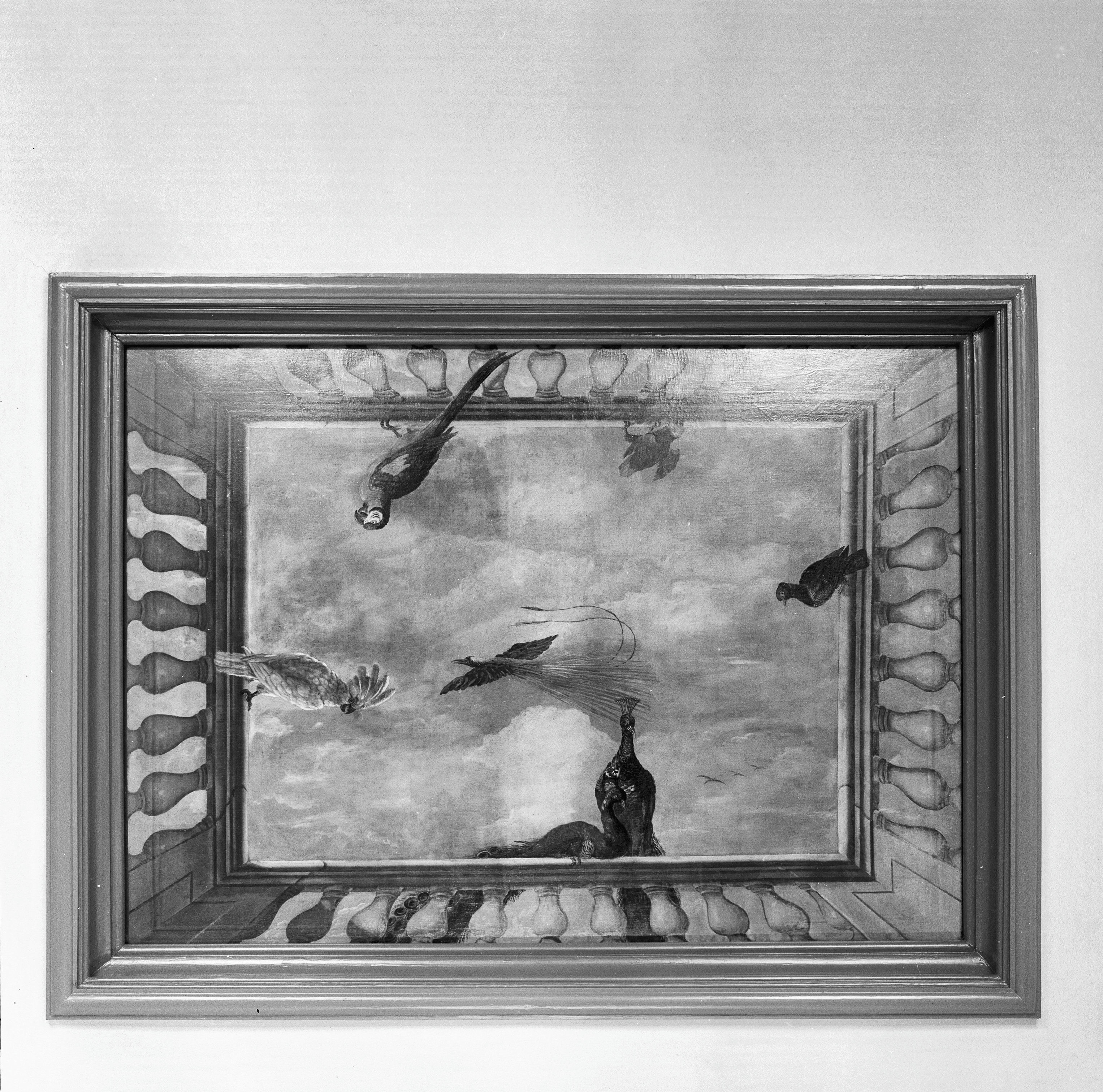
Plafondschildering in de koepelkamer

### Overige gebouwen
Aan de westzijde van het herenhuis staat het oorspronkelijk 17e-eeuwse koetshuis. Door verbouwingen heeft het koetshuis een 19e-eeuwse karakter gekregen. Tot 1862 grensde het koetshuis aan een schoolmeestershuis; na de afbraak hiervan is het vrijkomende terrein aan de buitenplaats toegevoegd.
In het park staan drie priëlen. De oudste dateert uit begin 19e eeuw en staat nabij de Herenweg. De zogenaamde 'Koepel op duin' dateert uit 1862 en staat aan de achterzijde van het huis. Het houten prieel naast het huis is rond 1900 gebouwd.
In de moestuin staat een houten schuur uit eind 19e eeuw.

### Park
Het is niet bekend hoe de 17e-eeuwse tuin er uit heeft gezien. Van de 18e-eeuwse tuin is wel een afbeelding bewaard gebleven: deze toont een Franse, geometrische tuin met een rechte toegangsweg en een dwarsas. Er waren haakse, elkaar kruisende waterlopen, een moestuin, boomgaard en een viertal bosketten.
In de 19e eeuw is de tuin omgevormd tot een park in landschapsstijl. De eerste fase van de aanpassingen was van 1803 tot 1839, de tweede – en afrondende fase – van 1840 tot 1850. De toegangsweg werd in zuidelijke richting verplaatst en kwam niet langer rechtstreeks uit op het herenhuis, terwijl de geometrische tuin werd vervangen door bomen, bosschages en gazons. De rechte waterlopen werden vergraven, zodat er grillig gevormde waterpartijen ontstonden. Deze waterpartijen verdelen het park in drie delen.
Aan de achterzijde van het herenhuis is in 1985 een sterrenbos aangelegd.
Voor het herenhuis staat een 19e-eeuws ooievaarsnest.
Aan de zuidzijde grenst de buitenplaats aan de middeleeuwse dorpskerk en de begraafplaats. In de kerkhofmuur is in de 19e eeuw een poortje aangebracht voor de bewoners van Oostergeest.
In het park bevinden zich vijf bunkers uit de Tweede Wereldoorlog.